# Laothoe populi
La sfinge del pioppo (Laothoe populi Linnaeus, 1758) è un lepidottero appartenente alla famiglia Sphingidae, diffuso in Eurasia e Nordafrica.

## Descrizione
È una specie piuttosto grande (apertura alare 70–100 mm), solitamente di colore grigio chiaro con venature più scure occasionalmente sostituite da toni tendenti al beige (più frequentemente nelle femmine che nei maschi). Il suo particolare aspetto è dovuto all'abitudine di riposare con le ali posteriori sporgenti in avanti rispetto alle anteriori, ma sempre coperte da queste per metà (la specie non ha un frenulo che le unisca). Si dice assomigli ad un mucchietto di foglie morte del suo ospite principale, il pioppo. Quando disturbata, la falena mostra improvvisamente una vivace macchia rosso-arancio sull'ala posteriore, forse a scopo di distrazione per la minaccia o come segnale d'allarme. Sono comuni le forme ginandromorfe (con caratteri maschili e femminili).

## Distribuzione
È diffusa in tutto il Paleartico ed il Vicino Oriente ed è uno dei membri più comuni della famiglia nella regione.

## Ciclo vitale
Ogni anno sono prodotte una o due covate e le forme adulte possono essere avvistate da maggio a settembre. Gli adulti non si nutrono. La specie trascorre l'inverno sotto forma di crisalide.

### Uovo
L'uovo è grande, sferico, verde pallido e lucido, ed è deposto singolarmente o a coppie sul lato inferiore delle foglie della pianta ospite. Le femmine depongono oltre 200 uova.

### Larva
Subito dopo essere uscita dal guscio la larva è di colore verde pallido con piccoli tubercoli gialli ed un corno sulla coda color crema. In seguito sviluppa strisce gialle diagonali sui lati e spiracoli rosa. Esemplari che si nutrono su salici possono diventare punteggiati di rosso piuttosto evidentemente. Altri possono assumere una colorazione bianco-bluastra con strisce e tubercoli color crema. Possiedono corpi robusti e possono crescere fino a 65–85 mm.

### Crisalide
La crisalide si sviluppa in una cella 2–3 cm al di sotto della superficie terrestre attigua alla pianta ospite. Ha un breve cremaster.

### Adulto
La specie emerge dal suolo in tarda notte o presto al mattino cominciando a volare dalla seconda notte, ed è fortemente attratta dalla luce. La spirotromba non è funzionale, per cui le forme adulte non possono nutrirsi.

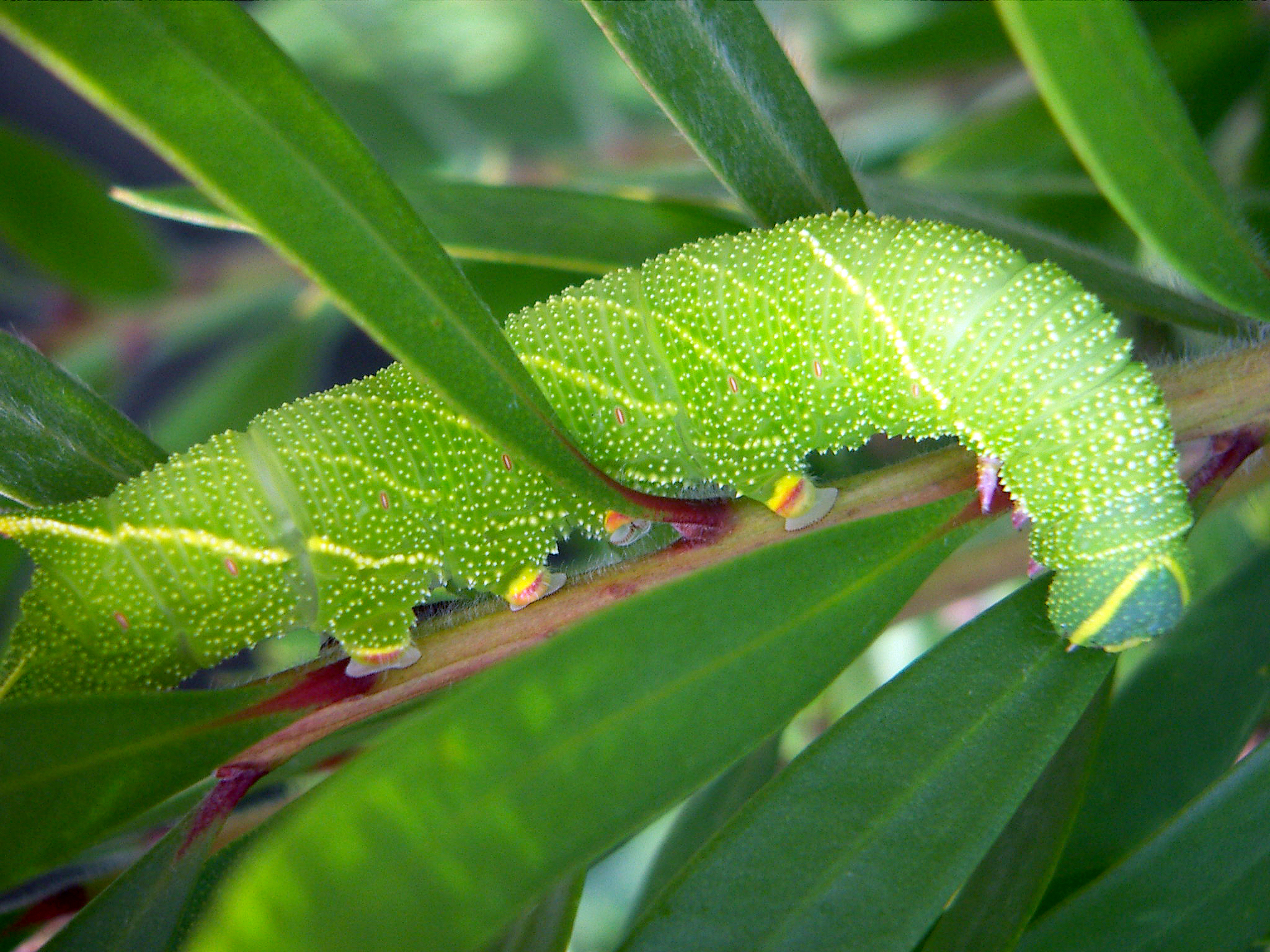
Larva di Laothoe populi.
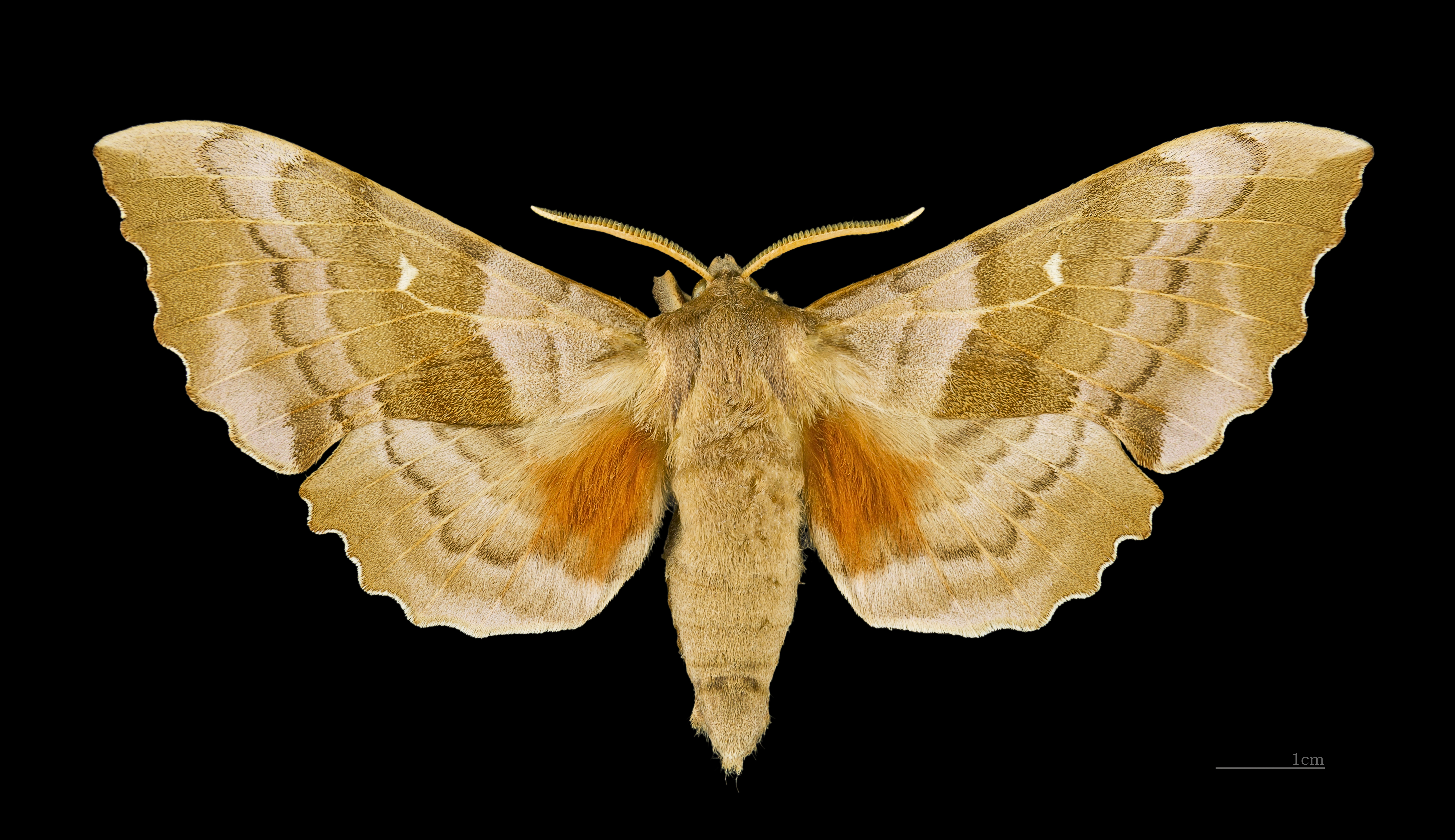
♂
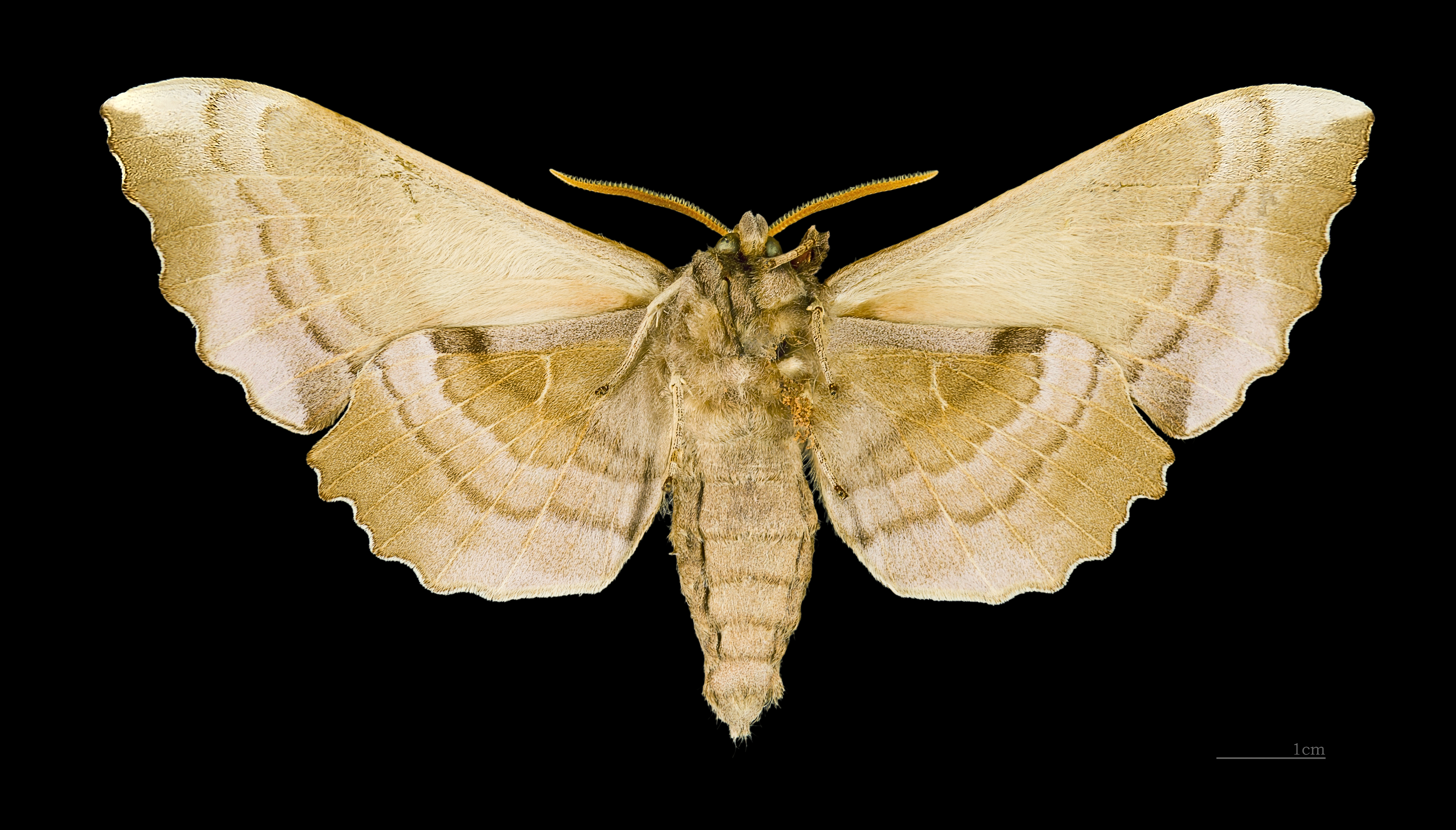
♂ △
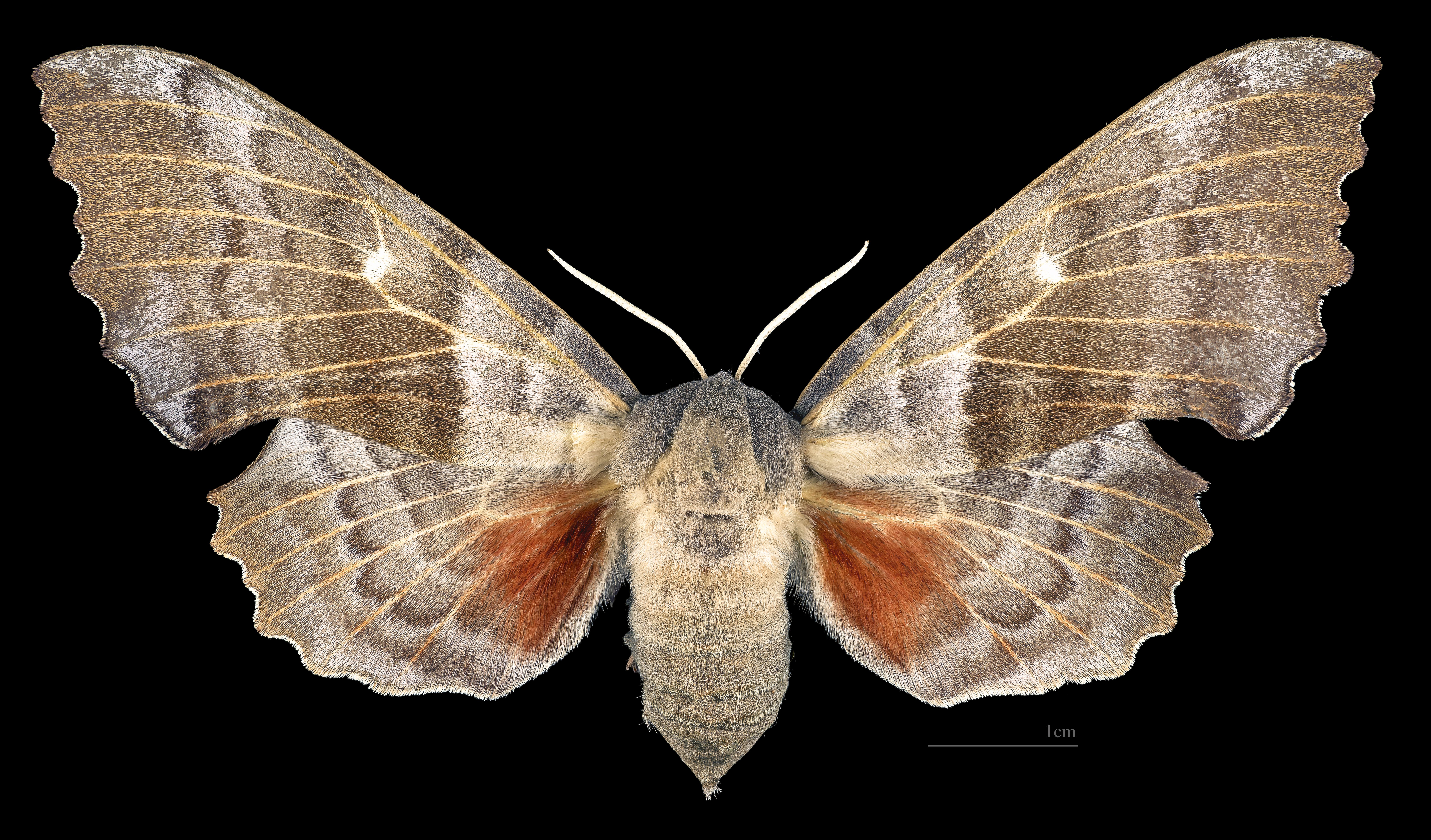
♀
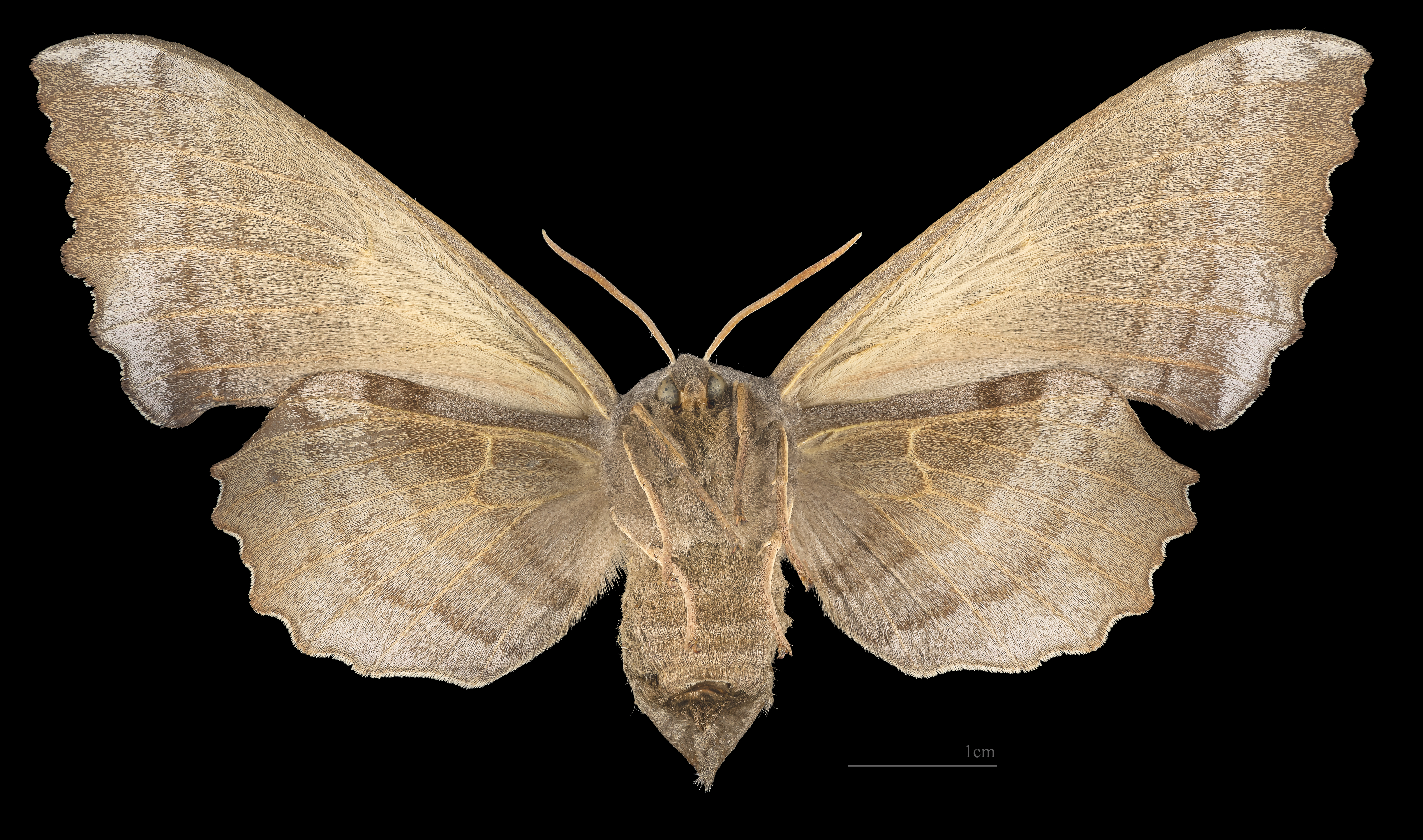
♀ △
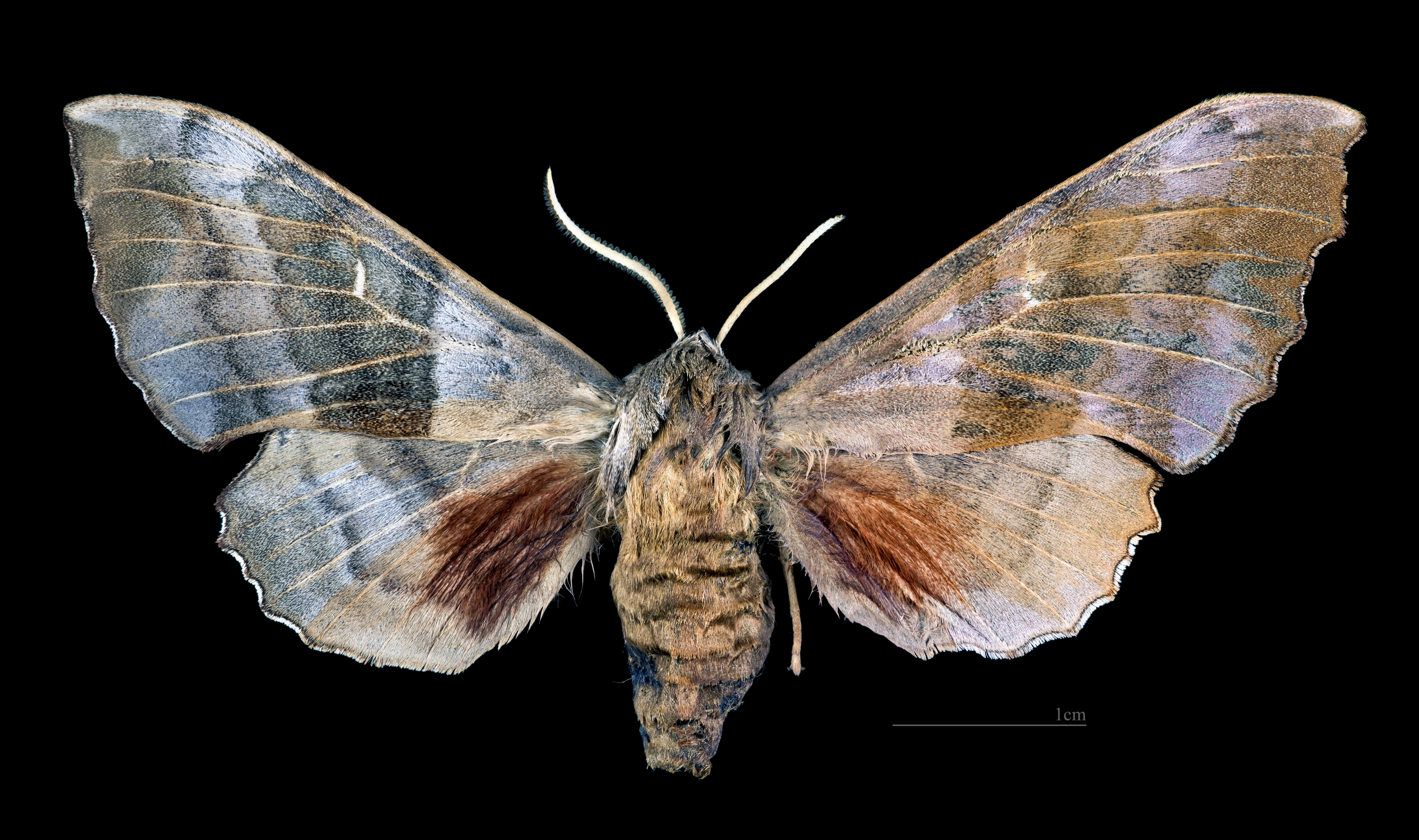
♂ ♀
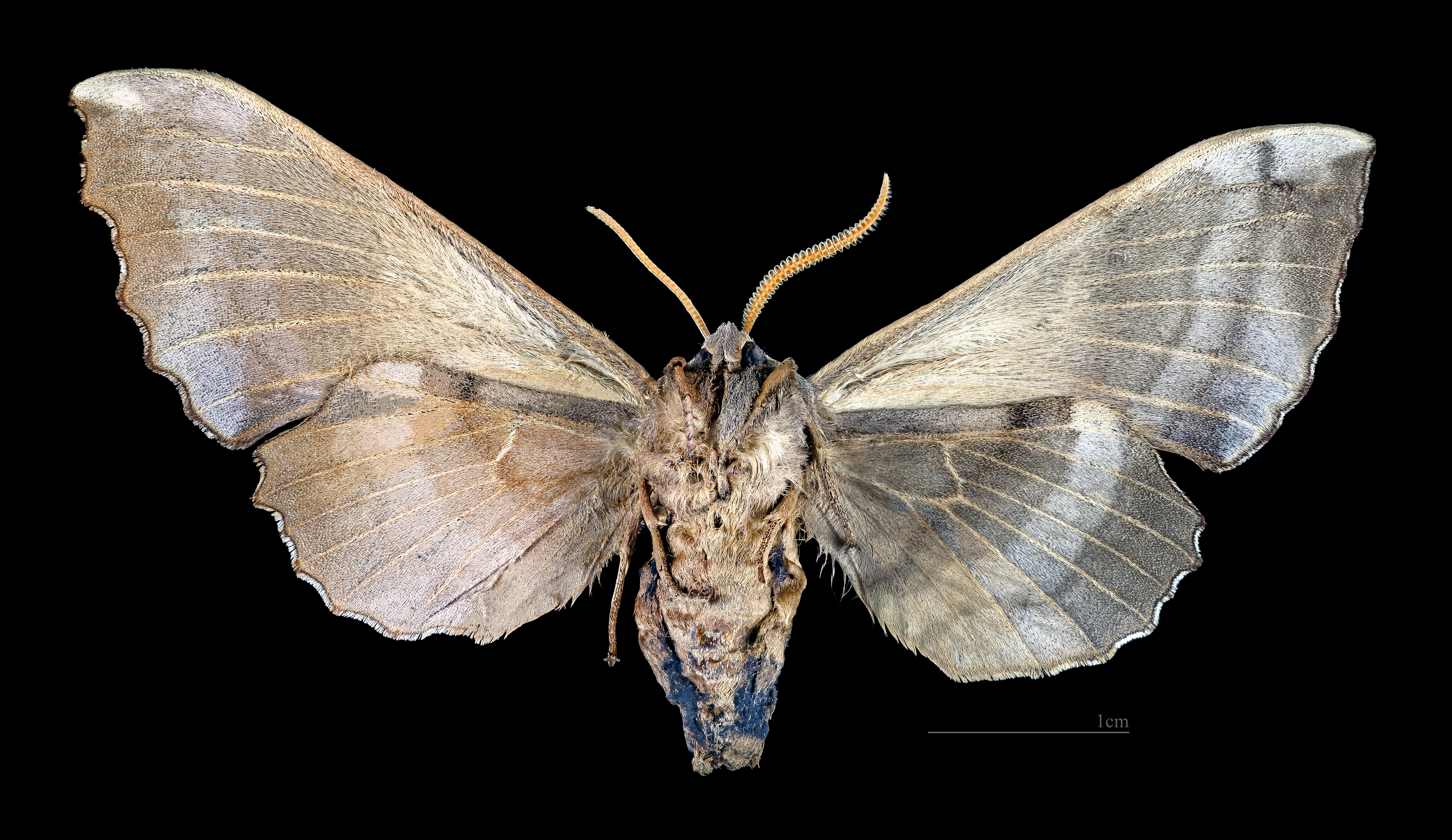
♂ ♀ △

## Piante ospiti

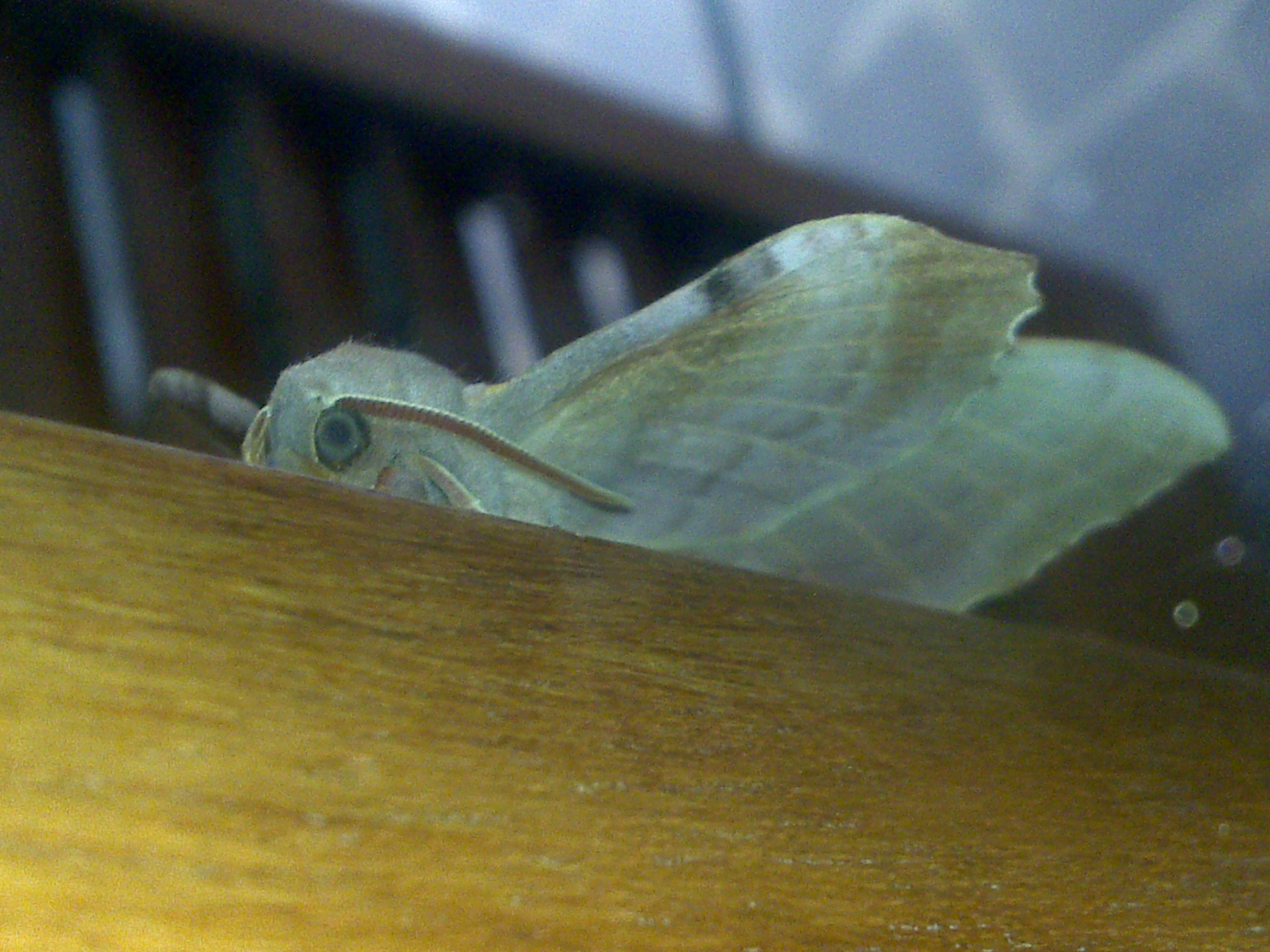
Sfinge del pioppo su una finestra.

Il bruco si nutre principalmente su pioppi e pioppi tremuli ma a volte su salici, ontani, meli, betulle, olmi, querce e frassini. La pianta dipende spesso dalla regione geografica.

## Sottospecie
- Laothoe populi populi
- Laothoe populi iberica (non riconosciuta da Pittaway)
- Laothoe populi populeti